# Myoxomorpha seabrai
Myoxomorpha seabrai là một loài bọ cánh cứng trong họ Cerambycidae.